# Mazda Xedos

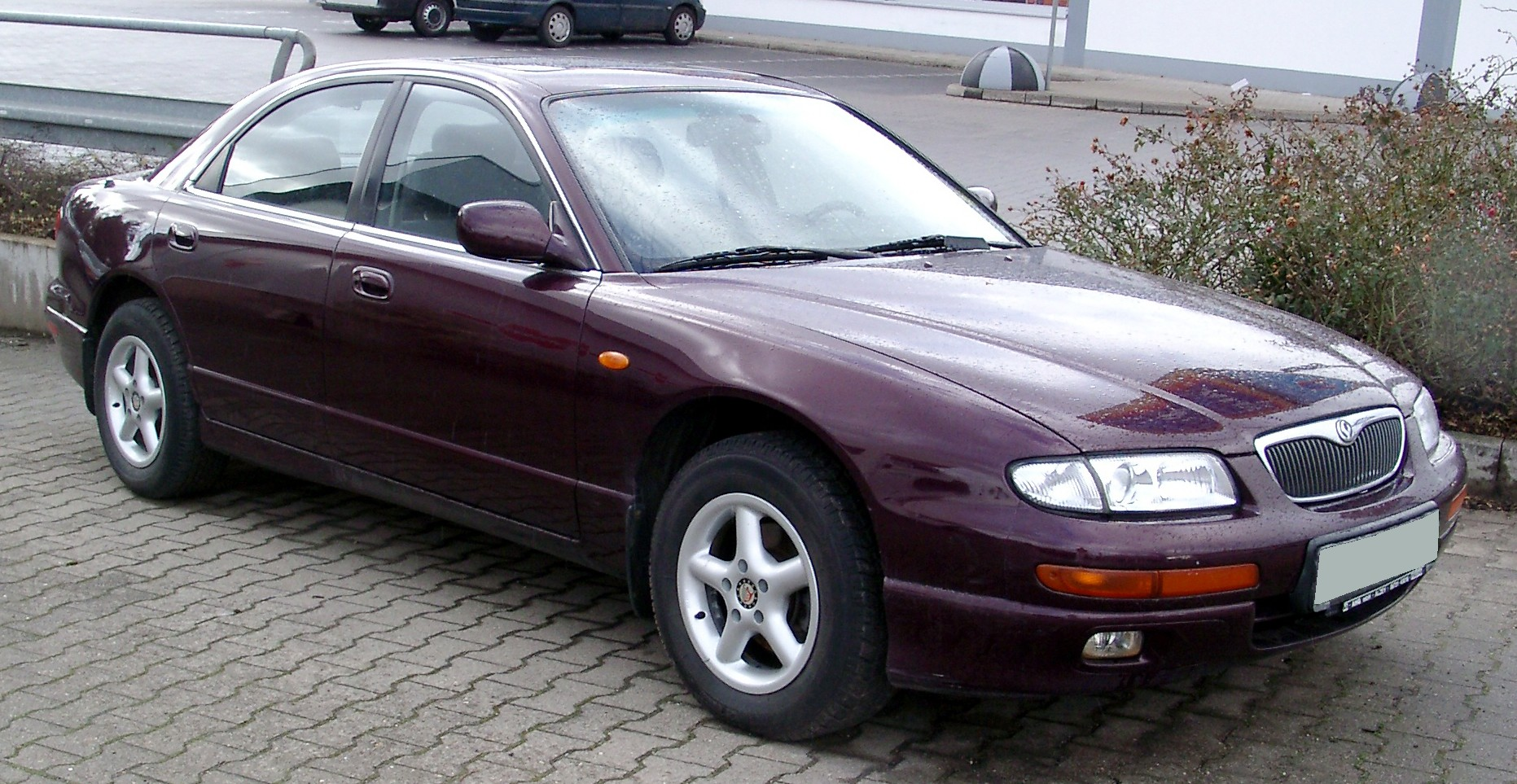
Mazda Xedos 9

A Mazda a Xedos sorozatot 1992-ben hívta életre, amellyel a luxus-szedánok piacából kívánt részesedést nyerni.
Az eredeti modell a Mazda Xedos 6 volt, amely a méret- és motorok tekintetében a BMW 3-as sorozatához áll a legközelebb. A Xedos 6-ost kétféle  benzinmotorral szerelték: a 24 szelepes, 144 lóerős (később 140), magas fordulatszámú, keresztben beépített V6-os egység és az ugyancsak keresztben beépített 16 szelepes, soros, négyhengeres, 115 lóerős (később 107) aggregát foglalhat helyet a motortérben. A típust 1994-ben felfrissítette a Mazda. A Xedos 6 modell változtatására a szigorodó károsanyag-kibocsátási normák miatt volt szükség. Az újítások nagymértékben a motortérre vonatkoztak.

## Xedos 6
Az Xedos 6-ost Eunos 500 néven forgalmazták Japánban, de nem került értékesítésre az Egyesült Államokban.
A Xedos 6 és Eunos 500 típusjelzés alatt összesen 72 101 jármű került forgalomba.

## Xedos 9
1994-ben bevezették a nagyobb méretosztályba sorolható Mazda Xedos 9 modellt, ami a BMW 5-ös sorozatának kategóriáját színesítette. A Xedos 9-est Eunos 800 néven forgalmazták Japánban, Mazda Millenia típusnévvel az Egyesült Államokban.
Sajnos a típus értékesítése nem váltotta be a hozzá fűzött reményeket, ezért a Xedos 6 gyártását 1999-ben, a Xedos 9-ét 2003-ban utód nélkül megszüntették.
Teljesítményét, arányait és méreteit tekintve a későbbi Mazda 6-os sorozat inkább tekinthető a Xedos 6, mint a kifutó 626-os sorozat utódjának.